# Hera de Samos

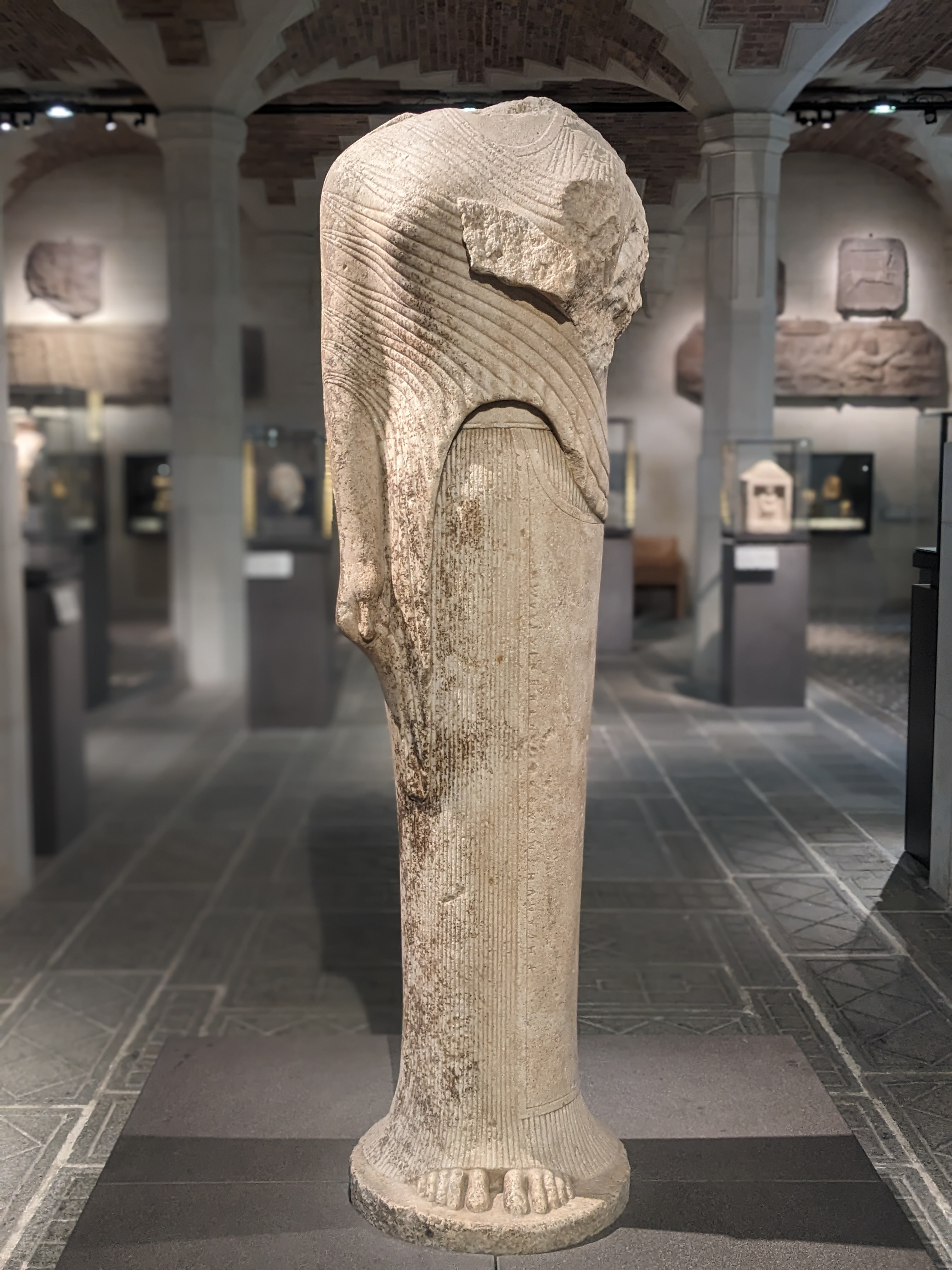
Hera de Samos

Hera de Samos és una koré de marbre d'1,92 metres d'alçada que va ser esculpida cap a l'any 570-560 aC i que actualment està exposada al museu del Louvre.
El nom amb què és coneguda es deu al fet que és originària del temple consagrat a Hera a l'illa de Samos, conegut com a Herèon de Samos. D'altra banda, té una inscripció a la base on es pot llegir: "Queramies em va dedicar a Hera com ofrenda". Se sap que originàriament estava pintada amb colors primaris molt vius, potser amb bastant blanc també, com correspon a l'estil egipci i van heretar totes les kore. A més dels colors ha perdut el cap. El cos té forma de columna i està recobert d'una roba amb plecs delicats i menuts. L'estàtua pertany a l'escola jònica o del peloponès (al contrari que la Dama d'Auxerre, per exemple, que tot i ser una altra kore de l'època arcaica, pertany a l'escola de Creta).

## Troballa
L'escultura va ser trobada en les excavacions realitzades el 1875 per Hadol & Girard a la Via Sacra d'Herèon de Samos, un santuari dedicat a la deessa Hera al sud de l'illa de Samos, (Grècia), El temple va ser declarat Patrimoni de la Humanitat per la Unesco al costat del proper Pitagoreion el 1992.

## Simbologia
La peça representa una  koré, plural 'Korai' ( grec, Κόρη 'dona jove'), una tipologia  escultòrica de l'època Arcaica de l'antiga Grècia, que consisteix en una estàtua femenina en posició de peu.
Com el seu paral·lel masculí, la koré denota una profunda influència de l'estatuària egípcia amb el seu caràcter massís i rigidesa corporal.

## Característiques
- Autor: Anònim, (tallers de Samos).
- Estil: Època Arcaica grega (Jònic).
- Material: Marbre.
- Alçada: 192 centímetres.
- Inscripció a la base amb l'expressió "Cheramyes em va dedicar a Hera com a ofrena."[1]

## Conservació
La peça s'exposa de forma permanent al Museu del Louvre de París, (França), després de la seva adquisició l'any 1881, on té assignat el nombre d'inventari 686.

## Comparació amb la Dama d'Auxerre

### Semblances
Les dues estàtues són kore de l'època arcaica de l'antiga Grècia. Ambdues tenen els detalls de la roba que porten molt treballats i la mateixa postura.

### Diferències
L'Hera pertany a l'escola del Peloponès (segle VI aC) mentre que la Dama pertany a la de Creta (segle VII aC). L'Hera és molt més gran, quant a mida, i molt més estilitzada. La Dama conserva el cap. L'Hera té molt poc marcada l'anatomia humana, al contrari que la dama, on especialment els pits i la cintura estan molt marcats. La Dama té la cara triangular, amb el somriure fals i posat anomenat "somriure arcaic" i el cabell sense recollir, amb bucles, com era la moda grega a l'època, i que cau per devant de les espatlles. De l'Hera no podem saber com era la cara, però sí que no queden restes de bucles ni de cabell caient per les espatlles, el que fa pensar que devia tenir el cabell com a mínim semirecollit.
Algunes diferències venen donades per l'estil general de les diferents escoles a les quals pertanyen. Així, l'Hera, com les escultures de l'escola del Peloponès, té una actitud més naturalista i una mica menys hieràtica, els detalls de la roba són més subtils i estudiats, les superfícies són menys llises, les mans ja no són tan exageradament grans, etc. Per exemple, observem que els plecs del mant són diagonals.